# Comuna Šolta, Split-Dalmația
Šolta este o comună în cantonul Split-Dalmația, Croația, având o populație de 1.700 de locuitori (2011).

## Demografie
Componența etnică a comunei Šolta
     Croați (96,24%)
     Necunoscut (0,18%)
     Neclasificat (2,88%)
Componența confesională a comunei Šolta
     Catolici (88,29%)
     Fără religie și atei (5,47%)
     Agnostici și sceptici (1,06%)
     Necunoscută (3,35%)
     Alte religii (1,76%)
Conform recensământului din 2011, comuna Šolta avea 1.700 de locuitori. Din punct de vedere etnic, majoritatea locuitorilor (96,24%) erau croați. Apartenența etnică nu este cunoscută în cazul a 0,18% din locuitori. Din punct de vedere confesional, majoritatea locuitorilor (88,29%) erau catolici, existând și minorități de persoane fără religie și atei (5,47%) și agnostici și sceptici (1,06%). Pentru 3,35% din locuitori nu este cunoscută apartenența confesională.